# خیرالدین تونسی
خیرالدین تونسی (عربی تونسی: خیرالدین باشا تونسی) (زاده: ۱۸۲۰- درگذشته: ۱۸۹۰) یکی از سمبل‌های اصلاحات در تونس بود.خیرالدین تونسی بعد از بازنشستگی در سن 60 سالگی، به استانبول، شهری که در دوره نوجوانی در آن به بردگی فروخته شد، احضار شد در آنجا به مقام صدراعظمی رسید. وی یکی از اولین نفرات صف طولانی متخصصان مالی تحصیل کرده خارج بود که ماموریت داشتند ترکیه را از بدهیها نجات دهند و مانند همتایانشان در بسیاری از کشورهای فقیر دیگر، رؤیای اصلاحات ناسیونالیستی با خط مشی غربی را شکل دهند.
اما خیرالدین پاشا تونسی به علت اینکه ترک نبود، -وی در خانه فرماندار تونس و با زبان عربی بزرگ شد- بدنام شد. به طوری که شایع شد پاشا وقتی از جلسه های دربار که به زبان ترکی اداره می شد، برمی گردد در کالسکه اش، چیزهایی به عربی می نویسد و بعد به زبان فرانسوی به منشی فرانسویش تقریر می کند. عاقبت سلطان عبدالحمید او را از وزیر اعظمی عزل نمود و پاشا به اجبار تا آخر عمر در استانبول ماند. _از نظر دیپلماتیک، پناهنده شدن یک وزیر معزول به فرانسه، پسندیده نبود._ او تابستان ها را در ویلایش در قوروچشمه در کنار بوسفور و زمستان ها را به صورت نیمه زندانی در عمارتش به سر می برد؛ در این مدت یا برای سلطان گزارش تهیه می کرد، یا خاطراتش را به فرانسوی می نوشت.

## زندگی‌نامه
خیرالدین تونسی در سال ۱۸۲۰ در یک روستا در کوه‌های «قوقاز» متولد شد. او دربارهٔ خودش می‌گوید که شاهزاده‌ای وابسته به یک قبیله در جنوب غربی کوه‌های قوقاز بوده‌است، پدرش در یکی از حملات عثمانی علیه روسیه فوت کرد. او سپس به عنوان یک کودک اسیر و در بازار «عبید» در استانبول به فروش رفت و سپس در یک خانواده اشرافی تربیت و در نهایت در سال ۱۸۳۷ در سن ۱۷ سالگی توسط افراد احمد پاشا بای خریداری و به تونس برده شد.
خیرالدین تونسی بعد از بازنشستگی در سن 60 سالگی، به استانبول، شهری که در دوره نوجوانی در آن به بردگی فروخته شد، احضار شد در آنجا به مقام صدراعظمی رسید. وی یکی از اولین نفرات صف طولانی متخصصان مالی تحصیل کرده خارج بود که ماموریت داشتند ترکیه را از بدهیها نجات دهند و مانند همتایانشان در بسیاری از کشورهای فقیر دیگر، رؤیای اصلاحات ناسیونالیستی با خط مشی غربی را شکل دهند.
اما خیرالدین پاشا تونسی به علت اینکه ترک نبود، -وی در خانه فرماندار تونس و با زبان عربی بزرگ شد- بدنام شد. به طوری که شایع شد پاشا وقتی از جلسه های دربار که به زبان ترکی اداره می شد، برمی گردد در کالسکه اش، چیزهایی به عربی می نویسد و بعد به زبان فرانسوی به منشی فرانسویش تقریر می کند. عاقبت سلطان عبدالحمید او را از وزیر اعظمی عزل نمود و پاشا به اجبار تا آخر عمر در استانبول ماند. _از نظر دیپلماتیک، پناهنده شدن یک وزیر معزول به فرانسه، پسندیده نبود._ او تابستان ها را در ویلایش در قوروچشمه در کنار بوسفور و زمستان ها را به صورت نیمه زندانی در عمارتش به سر می برد؛ در این مدت یا برای سلطان گزارش تهیه می کرد، یا خاطراتش را به فرانسوی می نوشت.

## مناصب
خیرالدین پس از فراگرفتن فنون نظامی و سیاست و تاریخ بعنوان سرپرست دفتر علوم نظامی منصوب گردید. به دلیل صلاحیت‌های نظامی بارزی که از خود نشان داد در سال ۱۸۴۹ احمد پاشا او را بعنوان فرمانده لشکر سواره نظام منصوب نمود.
در سال ۱۸۵۷ بعنوان وزیر دریانوردی منصوب و اصلاحات زیادی در آن بعمل آورد که از مهمترین آنها بازسازی بندر ”حلق وادی” و بازسازی مدیریت وزارت دریانوردی بود از دیگر اصلاحات وی تعیین لباس نظامی برای دریاداران و ثبت توافقنامه‌ها با خارجیان برای حفظ تمامیت تونس بود.

## استعفا و تلاش برای ایجاد عدالت
خیرالدین تونسی اصلاحات زیادی انجام داد و در برابر حاکمیت استبدادی مقاومت می‌کرد. او برای ایجاد عدالت تلاش کرد و در تدوین قوانین مجلس شورا که خودش در سال ۱۸۶۱ بعنوان رئیس آن انتخاب شد سهیم بود. در سال ۱۸۶۲ با بالا گرفتن فساد سیاسی در کشور که نتیجه سوء استفاده‌های مسئولین و دزدیهای آن‌ها بود خیرالدین استعفای خود را اعلام کرد و به مدت ۷ سال یعنی از سال ۱۸۶۲ تا ۱۸۶۹ در حاشیه بود. در این مدت به نوشتن کتاب و … پرداخت که محصول آن کتاب مشهورش بنام «برای شناختن پادشاهان قدم برمی‌دارم» می‌باشد.
بعد از فوت «علی بن غذاهم» در سال ۱۸۶۴، «محمد صادق بای»، خیرالدین را در سال ۱۸۶۹ به ریاست کمیسیون دارایی منصوب کرد و بخاطر موفقیت‌هایی که در این مسئولیت کسب کرد در سال ۱۸۷۱ «محمد صادق بای» او را مأمور به تقویت روابط بین تونس و دولت عثمانی کرد وی سرانجام در سال ۱۸۷۳ بعنوان وزیر ارشد انتخاب شد.
با بالا گرفتن نارضایتی‌ها، خیرالدین پاشا از همه مسئولیتهای خودش استعفا داد و در سال ۱۸۷۸ بدستور محمد صادق بای به ترکیه مهاجرت کرد. در آنجا عبد الحمید الثانی سلطان عثمانی به وی وزارت دادگستری را پیشنهاد کرد ولی او نپذیرفت. او سپس به ترکیه برگشت و مسئولیت وزیر ارشد را عهده‌دار گردید.

## درگذشت
خیرالدین تونسی در ۷ جمادی‌الثانی ۱۳۰۷ برابر با ۳۰ ژانویه ۱۸۹۰ فوت نمود. جسد وی در ۱۹۷۱ به تونس برده شد و در گورستان الجلاز دفن شد.